# Ignacy Karp (zm. 1768)
Ignacy Karp herbu własnego (zm. 26 października 1768 roku) – sędzia ziemski repartycji rosieńskiej w latach 1765–1768, wojski żmudzki w latach 1756– 1765, starosta polewski w 1764 roku.
Był elektorem Stanisława Augusta Poniatowskiego w 1764 roku z Księstwa Żmudzkiego.